# Svatý rok
Svatý rok či Všeobecné jubileum katolické církve (Jubileum, Jubilejní rok; někdy také Milostivé léto) je v katolické křesťanské tradici rokem odpuštění dluhů a trestů za spáchané hříchy. Původ jubilea je těsně spjat se Starým zákonem a jeho idejí Milostivého léta, které se má konat každých 50 let. Od roku 1450 se Svatý rok koná pravidelně každých 25 let. Nejbližší budoucí Svatý rok se bude konat v roce 2025.

## Historie

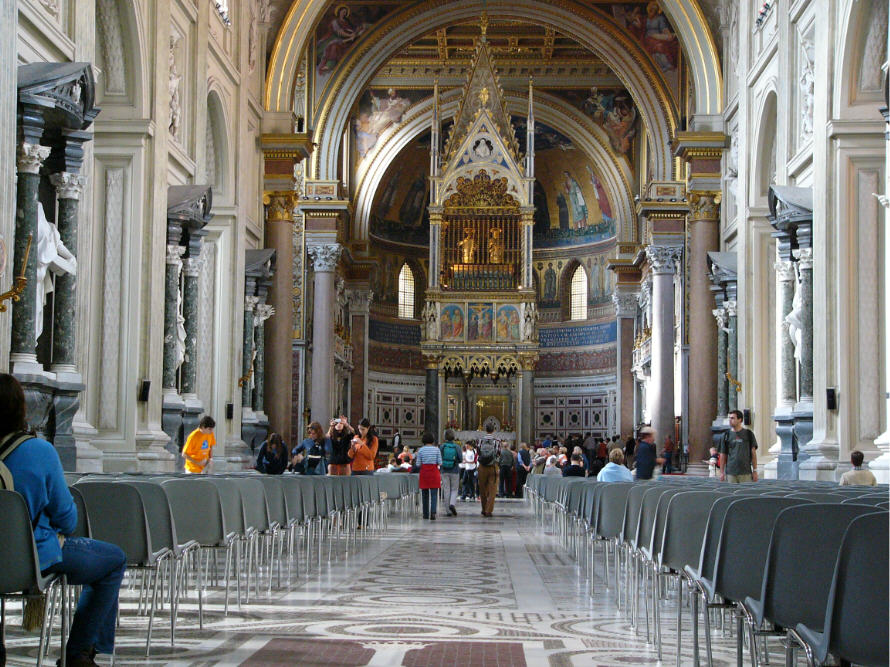
Bazilika sv. Jana v Lateránu

V křesťanství byla tato tradice založena na konci 13. století. Prakticky bez popudu ze strany církevní hierarchie se začaly šířit pověsti o tom, že kdo v roce 1300 navštíví baziliku sv. Petra v Římě, dosáhne úplného odpuštění hříchů. Proto se v tento rok do Říma vydaly davy poutníků.
Papež Bonifác VIII. během jednoho z tehdejších velkých shromáždění věřících také všem přítomným plné odpuštění hříchů skutečně udělil. Obrovský zájem poutníků pak přiměl papeže k tomu, že ještě v témže roce vydal bulu „Antiquorum habet fida relatio“, která stanovila odpuštění hříchů na celý rok 1300. Dále bula ustanovila, že budoucí Svaté roky budou vždy na počátku každého století.
Zkušenosti prvního Svatého roku ukázaly, že Svatý rok přináší církvi i Římu nezanedbatelné mimořádné příjmy a že v tomto roce významně vzrostla celková zbožnost křesťanského obyvatelstva. Proto velmi brzy za vlády následujících papežů došlo ke změnám. Již od roku 1350 se jubileum zkrátilo na 50 let, o něco později na 33 let (jako připomenutí Kristova věku), až konečně se v roce 1470 přešlo na současnou periodu 25 let. Všechna výše uvedená jubilea se považují za tzv. jubilea řádná. Řádných svatých let, která byla do dnešní doby slavena, bylo zatím dvacet šest. Poslední Svatý rok v roce 2000 bylo tzv. Velké jubileum, neboť poprvé v dějinách se Svatý rok konal současně s posledním rokem tisíciletí.

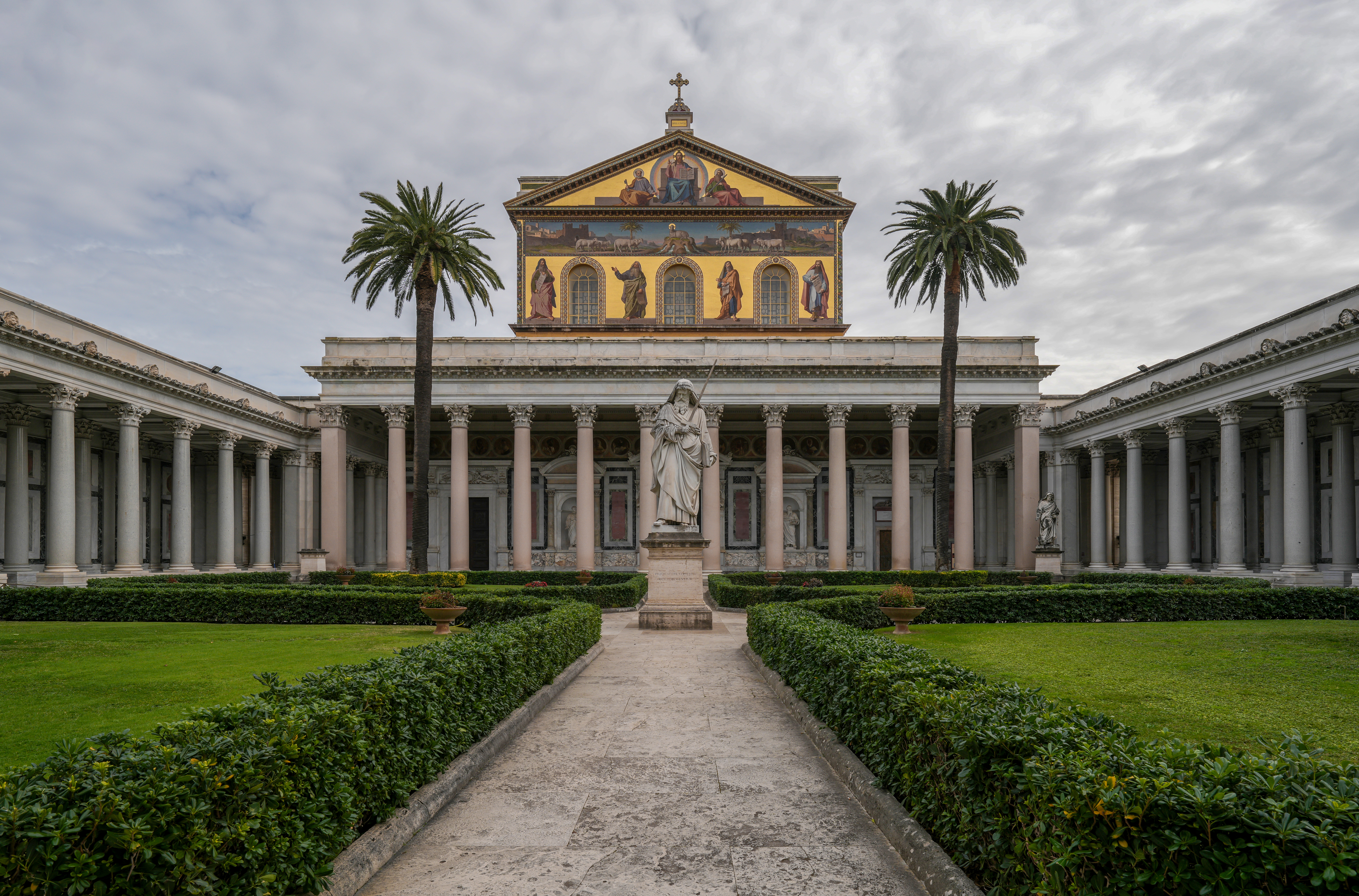
Bazilika sv. Pavla za hradbami

Svatý rok se v řádném termínu nekonal pouze dvakrát. Bylo to v roce 1800 v souvislosti s napoleonskými válkami a v roce 1850, kdy byla vyhlášena tzv. Římská republika a tehdejší papež Pius IX. žil v exilu mimo Řím.
Kromě řádných existují i tzv. jubilea mimořádná, která jsou vyhlašována s ohledem na nějakou významnou událost. Poprvé byl vyhlášen mimořádný Svatý rok v 16. století. Ve 20. století byly slaveny mimořádné Svaté roky několikrát. Za velmi významné svaté roky je považován jubilejní rok 1933, který vyhlásil papež Pius XI. u příležitosti devatenáctistého výročí předpokládaného data vykoupení (Kristova ukřižování a vzkříšení). Stejný důvod vedl i papeže Jana Pavla II. k vyhlášení Svatého roku na rok 1983. Mimořádný Svatý rok nemusí trvat po celý kalendářní rok (365 dní), ale Svaté roky jsou vyhlašovány na dobu i jen několika dnů.

### Zahájení
Svatý rok je zpravidla zahajován v noci mezi 24. a 25. prosincem otevřením zazděné Svaté brány ve čtyřech hlavních římských bazilikách:
- Sv. Petra (San Pietro),
- Sv. Jana v Lateránu (San Giovanni in Laterano),
- Sv. Marie Větší (Santa Maria Maggiore),
- Sv. Pavla za hradbami (San Paolo Fuori le Mura).

Papež otevírá bránu v katedrále sv. Petra a v dalších třech bazilikách pak tři kardinálové vybraní mimořádným shromážděním kardinálů (konsistoří). Ve stejný den následující rok je pak Svatý rok uzavřen tak, že papež touto branou vyjde ven z baziliky a hodí tři plné lžíce malty na práh a do ní vloží tři kameny. Pak je Svatá brána opět z vnitřní strany chrámu zazděna zvláštními cihlami, aby mohla být znovu otevřena až následující Svatý rok.

## Seznam svatých roků

### Řádná univerzální jubilea
| č. | Svatý rok      | otevřen papežem                                | zajímavosti | počet poutníků                                                    |
| -- | -------------- | ---------------------------------------------- | --- | ----------------------------------------------------------------- |
| 1  | Svatý rok 1300 | Bonifác VIII.                                  | Pravděpodobně byl účastníkem i Dante Alighieri | dva miliony                                                       |
| 2  | Svatý rok 1350 | Klement VI.                                    | Účastníkem byl také Francesco Petrarca a Brigita Švédská | jeden a půl milionu                                               |
| 3  | Svatý rok 1390 | Vyhlášen Urbanem VI., předsedal mu Bonifác IX. | byla zavedena praxe návštěv čtyř patriarchálních bazilik a perioda 33 let |                                                                   |
| 4  | Svatý rok 1400 | Bonifác IX.                                    | Někdy se nezapočítává mezi svaté roky |                                                                   |
| 5  | Svatý rok 1450 | Mikuláš V.                                     | Zúčastnil se i Mikuláš Kusánský a přinesl jubilejní rok do Německa |                                                                   |
| 6  | Svatý rok 1475 | vyhlášen Pavlem II., předsedal mu Sixtus IV.   | Zbudování mostu Ponte Sisto podle papeže Sixta IV. |                                                                   |
| 7  | Svatý rok 1500 | Alexandr VI.                                   | Zavedení slavnostního zahájení poklepem zlatého kladiva | velké množství (např. dav při slavnostech odhadován na 200 tisíc) |
| 8  | Svatý rok 1525 | Klement VII.                                   | Zákaz prodávání odpustků; následek ostré kritiky reformátorů, kdy byla tato praxe interpretována jako výraz chamtivosti papežů                                                               |                                                                   |
| 9  | Svatý rok 1550 | vyhlášen Pavlem III., předsedal mu Julius III. | Zúčastnil se Ignác z Loyoly a Filip Neri za papeže Julia III. |                                                                   |
| 10 | Svatý rok 1575 | Řehoř XIII.                                    | Zúčastnil se Karel Boromejský; byla zavedena tradice návštěv sedmi hlavních kostelů Říma | asi 400 tisíc                                                     |
| 11 | Svatý rok 1600 | Klement VIII.                                  | Zúčastnil se Robert Bellarmino a Caesar Baronius | více milionů                                                      |
| 12 | Svatý rok 1625 | Urban VIII.                                    | – | přes půl milionu                                                  |
| 13 | Svatý rok 1650 | Inocenc X.                                     | – | přes 700 tisíc                                                    |
| 14 | Svatý rok 1675 | Klement X.                                     | – |                                                                   |
| 15 | Svatý rok 1700 | Inocenc XII.                                   | Slaven také papežem Klementem XI. |                                                                   |
| 16 | Svatý rok 1725 | Benedikt XIII.                                 | Stavba Španělských schodů |                                                                   |
| 17 | Svatý rok 1750 | Benedikt XIV.                                  | Zavedení modlitby křížové cesty v Koloseu | přes milion                                                       |
| 18 | Svatý rok 1775 | Klement XIV.                                   | Slaven papežem Piem VI. |                                                                   |
|    | Svatý rok 1800 |                                                | Nebyl vyhlášen z důvodu úmrtí Pia VI. 29. srpna 1799 ve francouzském zajetí. Následně byl v březnu 1800 zvolen Pius VII.                                                                     |                                                                   |
| 19 | Svatý rok 1825 | Lev XII.                                       | – | přes 325 tisíc                                                    |
|    | Svatý rok 1850 |                                                | Nekonal se, protože Pius IX. uprchl od listopadu 1848 do března 1850 před republikánskými revolucionáři z Říma                                                                               |                                                                   |
|    | Svatý rok 1875 | Pius IX.                                       | Nebyl slaven během italské anexe papežského státu |                                                                   |
| 20 | Svatý rok 1900 | Lev XIII.                                      | – |                                                                   |
| 21 | Svatý rok 1925 | Pius XI.                                       | Zavedení slavnosti Ježíše Krista Krále |                                                                   |
| 22 | Svatý rok 1950 | Pius XII.                                      | Vyhlášení dogma o nanebevzetí Panny Marie | několik milionů                                                   |
| 23 | Svatý rok 1975 | Pavel VI.                                      | Motto: „Obnova a usmíření“ | 8 700 000                                                         |
| 24 | Svatý rok 2000 | Jan Pavel II.                                  | Motto: „Kristus včera, dnes i na věky“ Velké jubileum, připravené s apoštolským listem Tertio millenio adveniente, trvající až do 6. ledna 2001 oslava vstupu do 21. století a 3. tisíciletí | více než deset milionů (např. jen pouť mladých 2 miliony)         |
| 25 | Svatý rok 2025 | vyhlášen Janem Pavlem II. 5. ledna 2001        | Motto: „Poutníci naděje“ Organizací byla na příkaz papeže Františka pověřena Papežská rada pro novou evangelizaci.                                                                           | očekává se až 35 milionů                                          |

### Mimořádná a tematická jubilea
Hlavní články: Mimořádná jubilea katolické církve a Tematické roky katolické církve
Bez ohledu na oficiální svatý rok vyhlásili někteří papežové při různých příležitostech také mimořádný svatý rok s příslibem úplného odpuštění trestů za hříchy. Roky uvedené v tabulce s pořadovým číslem jsou hlavní mimořádná jubilea, bez pořadového čísla jsou tematické či jiná jubilea.
| č.  | Svatý rok      | papež         | důvod                                                                                         | počet poutníků |
| --- | -------------- | ------------- | --------------------------------------------------------------------------------------------- | -------------- |
| 1.  | Svatý rok 1423 | Martin V.     | Následná perioda o roku 1390                                                                  |                |
|     | Svatý rok 1518 | Lev X.        | Posílení Polska v boji proti Turkům                                                           |                |
| 2.  | Svatý rok 1585 | Sixtus V.     | Mimořádné jubileum vyhlášené Sixtem V. na počátku jeho pontifikátu                            |                |
| 3.  | Svatý rok 1655 | Alexandr VII. | Mimořádné jubileum vyhlášené Alexandrem VII. na počátku jeho pontifikátu                      |                |
| 4.  | Svatý rok 1745 | Benedikt XIV. | Mimořádné jubileum, které vyhlásil Benedikt XIV. za mír mezi křesťanskými knížaty             |                |
|     | Svatý rok 1826 | Lev XII.      | Začátek pontifikátu                                                                           |                |
|     | Svatý rok 1854 | Pius IX.      | Mimořádný svatý rok Neposkvrněného početí Panny Marie                                         |                |
|     | Svatý rok 1858 | Pius IX.      | Mimořádný svatý rok                                                                           |                |
|     | Svatý rok 1867 | Pius IX.      | Mučednictví apoštolů Petra a Pavla                                                            |                |
|     | Svatý rok 1869 | Pius IX.      | I. vatikánský koncil                                                                          |                |
|     | Svatý rok 1879 | Lev XIII.     | Začátek pontifikátu                                                                           |                |
|     | Svatý rok 1881 | Lev XIII.     | –                                                                                             |                |
| 5.  | Svatý rok 1886 | Lev XIII.     | Mimořádné jubileum vyhlášené Lvem XIII.                                                       |                |
|     | Svatý rok 1913 | Pius X.       | Bílá neděle                                                                                   |                |
|     | Svatý rok 1929 | Pius XI.      | 50. výročí kněžství papeže, rok lateránských dohod                                            |                |
| 6.  | Svatý rok 1933 | Pius XI.      | 1. mimořádný rok vykoupení                                                                    | přes 2 miliony |
|     | Svatý rok 1954 | Pius XII.     | 1. mariánský rok                                                                              |                |
| 7.  | Svatý rok 1966 | Pavel VI.     | Zakončení II. vatikánského koncilu                                                            |                |
|     | Svatý rok 1967 | Pavel VI.     | Mučednictví Petra a Pavla                                                                     |                |
| 8.  | Svatý rok 1983 | Jan Pavel II. | Mimořádné jubileum vyhlášené Janem Pavlem II. k 1950. výročí vykoupení                        | 15–16 milionů  |
|     | Svatý rok 1987 | Jan Pavel II. | 2. mariánský rok                                                                              |                |
|     | Svatý rok 2008 | Benedikt XVI. | Rok sv. Pavla; 2000. výročí narození apoštola Pavla                                           |                |
| 9.  | Svatý rok 2015 | František     | Rok Božího milosrdenství (Misericordiae vultus) 50. výročí zakončení II. vatikánského koncilu |                |
| 10. | Svatý rok 2033 |               | Mimořádné jubileum k 2000. výročí vykoupení                                                   |                |